# Ciecz przegrzana
Ciecz przegrzana – ciało istniejące w stanie ciekłym powyżej temperatury wrzenia. Zazwyczaj ciecze wrzą w jednej, określonej temperaturze przy stałym ciśnieniu. Proces wrzenia wymaga jednak odpowiednich warunków – m.in. możliwości ulatniania się powstającego z cieczy gazu, ponadto nie występuje jednocześnie w całej objętości cieczy i wymaga zainicjowania oraz czasu.
Ciecz przegrzaną można otrzymać przez:
- bardzo powolne ogrzewanie czystej cieczy w naczyniu o gładkich ściankach, przy braku drgań i wstrząsów mechanicznych (np. wodę do temperatury 120 °C pod ciśnieniem normalnym);
- bardzo szybkie ogrzanie (tak szybkie, że substancja „nie zdąży” odparować) – w ten sposób można uzyskać ciecz przegrzaną, nawet gdy jest ona silnie zanieczyszczona;
- ogrzanie cieczy pod wysokim ciśnieniem, w którym jej temperatura wrzenia jest wyższa, a następnie stopniowe, ostrożne obniżanie ciśnienia;
- ogrzanie cieczy mikrofalami, które nie powodują jej wrzenia – jednak wrzucenie np. kostki cukru do tak podgrzanej herbaty inicjuje natychmiastowe jej wrzenie.

Ciecz przegrzana znajduje się w stanie delikatnej równowagi termodynamicznej, tzw. stanie metastabilnym. Taką równowagę łatwo zniszczyć przez odpowiednio duże zaburzenie. Aby doprowadzić ciecz do stanu gazowego, wystarczy zainicjować w dowolny sposób proces wrzenia. Może to być na przykład:
- wrzucenie do cieczy tak zwanych zarodków wrzenia, którymi może być dowolne zanieczyszczenie – zarówno inna ciecz, gaz, ciało stałe a nawet cząstki elementarne;
- wstrząśnięcie naczyniem z cieczą;
- podziałanie na ciecz dźwiękiem;
- podziałanie na ciecz impulsem elektrycznym.

Ciecz w wyniku takiego zainicjowania zaczyna wrzeć w całej objętości, powodując wskutek znacznie większej objętości wydzielanych par wyrzucenie zawartości cieczy na zewnątrz zbiornika.

## Zastosowanie
Ciecz przegrzaną stosuje się w komorach pęcherzykowych do analizy torów cząstek elementarnych. Cząstka taka stanowi zarodnik wrzenia, dzięki czemu ślad ruchu cząstki (w postaci pęcherzyków pary) może być obserwowany i rejestrowany. Ciecz przegrzana ma również zastosowanie w sterylizatorach wodno-recyrkulacyjnych do sterylizacji np. płynów w szkle, w których do przegrzania cieczy stosuje się ciśnienie wspomagające.